# Itteville
Itteville é uma comuna francesa na região administrativa da Ilha de França, no departamento de Essonne. Estende-se por uma área de 12.20 km². Em 2010 a comuna tinha 6 598 habitantes (densidade: 540,8 hab./km²).